# Концевич, Николай Васильевич
Николай Васильевич Концевич (18 ноября 1885, село Вербка, Ковельский уезд, Волынская губерния — 31 марта 1959, Одесса) — протоиерей Русской Православной Церкви, член Поместных Соборов 1917 и 1945 годов, ректор Киевской и Одесской духовных семинарий.

## Биография
Родился в семье псаломщика (впоследствии диакона).
Окончил Волынскую духовную семинарию (1905) и Московскую духовную академию со степенью кандидата богословия (1909).
Жена Анна Сергеевна, дети: Сергей, Лев, Вера.
Преподаватель русского и церковнославянского языков в Архангельском духовном училище, иерей в Александро-Невском храме Архангельска (1909).
Священник в Воскресенском кафедральном соборе Уфы, преподаватель и член правления в Уфимской духовной семинарии, одновременно законоучитель в Уфимском учительском институте и Мариинской женской гимназии (1913).
Член Восточно-русского культурно-просветительного общества (1916).
Делегат епархиального съезда духовенства и мирян, член епархиального совета, секретарь общего собрания церковно-приходских советов Уфы, редактор «Уфимских епархиальных ведомостей» (1917).
В 1917—1918 годах член Поместного Собора Православной Российской Церкви по избранию как клирик от Уфимской епархии, участвовал в 1–2-й сессиях, член II, III, V, VI, XIII, XV, XVII отделов.
В 1918 году председатель Уфимского епархиального совета.
С 1924 года настоятель московского храма Благовещения Пресвятой Богородицы в Пыжах на Большой Ордынке, жил в селе Фирсановка Московской губернии.
В 1932 году за «проведение систематической антисоветской агитации» сослан на 3 года в город Бек-Буди Узбекской ССР.
Счетовод и помощник бухгалтера в Построечной конторе № 33 гостреста «Коммунстрой», с 1934 года бухгалтер в Горместхозе, с 1935 года главный бухгалтер районной сберкассы, с 1936 года экономист Кашкадарьинского шелководного округа.
С 1937 года бухгалтер на Калужском хлебокомбинате и в детсаде № 7.
С 1942 года секретарь приходского совета Георгиевского храма в Калуге.
С 1943 года протоиерей.
С 1944 года настоятель Скорбященского храма в Рязани и епархиальный благочинный, секретарь епископа Димитрия (Градусова). За сбор 3,5 миллионов рублей патриотических пожертвований трижды получил благодарственные телеграммы от И. В. Сталина.
В 1945 году член Поместного Собора.
С 1946 года настоятель Сергиево-Казанского кафедрального собора в Курске, благочинный храмов 2-го округа.
В 1947 года после обращения в Верховный совет СССР снята судимость.
В 1952 года настоятель Покровского кафедрального собора в Астрахани.
С 1953 года ректор Киевской духовной семинарии.
С 1957 года ректор Одесской духовной семинарии, настоятель Свято-Пантелеимоновского семинарского храма.
Похоронен в Одессе, на 2-м Христианском кладбище.

## Сочинения
- Об упадке нравственных начал в жизни русского народа и о пути к восстановлению их // Архангельские епархиальные ведомости. 1911. № 11.
- Некоторые черты из жизни св. Марии Магдалины в отношении к жизни современных христиан // Уфимские епархиальные ведомости. 1915. № 13.
- Чего недостает русским людям на окраинах Русского государства; Русская жизнь в наблюдениях военнопленных славян; К вопросу о возрождении прихода // Уфимские епархиальные ведомости. 1916. № 2, 22.
- К вопросу о лучшей организации православно-церковного дела; Слово по поводу переживаемых ныне нашим Отечеством страшных событий; О текущих задачах организованных приходов // Уфимские епархиальные ведомости. 1917. № 12–14.
- В Восточно-русском культурно-просветительном обществе; Как Православная Церковь спасла русское государство от гибели в эпоху смутного времени // Заволжский летописец. 1917. № 11/12.
- Курский кафедральный собор, как церковно-исторический памятник и как уникальный архитектурный памятник всесоюзного значения (К его капитальному ремонту в 1946 году) // Журнал Московской патриархии. 1947, № 1. С. 40-42.
- Курский кафедральный собор (К 200-летию его закладки) // Журнал Московской патриархии. 1952, № 9. С. 62-63.